# 얀 디다크
얀 지그문트 디다크(폴란드어: Jan Zygmunt Dydak, 1968년 6월 14일~2019년 6월 14일)는 폴란드의 전 권투 선수, 지도자이다. 1988년 하계 올림픽 남자 웰터급 동메달을 획득했으며 유럽 선수권 대회에서 동메달 1개를 획득했다.